# Quốc kỳ Hy Lạp
Quốc kỳ Hy Lạp (tiếng Hy Lạp: Σημαία της Ελλάδας) có tỉ lệ 2:3, gồm 9 dải màu nằm ngang bằng nhau xen kẽ hai màu xanh lam và trắng. Góc trên bên trái lá cờ có hình dấu thập, biểu trưng niềm tin vào đạo Cơ đốc - tôn giáo chủ yếu ở Hy Lạp. Chín đường kẻ ngang đại diện cho 9 âm tiết của cụm từ Έλευθερία ή Θάνατος (Elevtheria i Thanatos, có nghĩa là "Tự do hay là chết"). Những cũng có ý kiến cho rằng chín đường kẻ này đại diện cho 9 nàng muse, những vị thần của thi ca và nghệ thuật của Hy Lạp cổ đại. Lá cờ hai màu trắng và lam xuất hiện và bắt đầu được sử dụng trong thời kỳ chiến tranh giành độc lập của Hy Lạp vào thế kỷ 19. Năm 1883, được xác định làm quốc kỳ. Năm 1978, xác định lại lá quốc kỳ này, nó tương tự như lá cờ được sử dụng trong chiến tranh giành độc lập, chỉ có màu lam được làm đậm thêm.
Xem thêm: Quốc huy Hy Lạp.

Quốc kỳ Hy Lạp giai đoạn 1821-1822
Quốc kỳ Hy Lạp giai đoạn 1822-1970
Quốc kỳ Hy Lạp giai đoạn 1970-1975
Quốc kỳ Hy Lạp giai đoạn 1975-1978
Quốc kỳ Hy Lạp giai đoạn 1978-nay